# Bonson (Fluss)
Der Bonson ist ein Fluss in Frankreich, der im Département Loire in der Region Auvergne-Rhône-Alpes verläuft. Er entspringt im Gemeindegebiet von Saint-Hilaire-Cusson-la-Valmitte, entwässert generell in nordöstlicher Richtung und mündet nach rund 30 Kilometern im Gemeindegebiet von Saint-Cyprien als linker Nebenfluss in die Loire.

## Orte am Fluss
(Reihenfolge in Fließrichtung)
- Saint-Nizier-de-Fornas
- Périgneux
- Saint-Rambert-sur-Loire, Gemeinde Saint-Just-Saint-Rambert
- Bonson